# Nadejdîne, Sînelnîkove
Nadejdîne (în ucraineană Надеждине) este un sat în comuna Hirkî din raionul Sînelnîkove, regiunea Dnipropetrovsk, Ucraina.

## Demografie
Componența lingvistică a localității Nadejdîne
     Rusă (53,85%)
     Ucraineană (46,15%)
Conform recensământului din 2001, majoritatea populației localității Nadejdîne era vorbitoare de rusă (53,85%), existând în minoritate și vorbitori de ucraineană (46,15%).